# ブリニャーノ・ジェーラ・ダッダ
ブリニャーノ・ジェーラ・ダッダ（伊: Brignano Gera d'Adda  ( 音声ファイル)）は、イタリア共和国ロンバルディア州ベルガモ県にある、人口約6,100人の基礎自治体（コムーネ）。

## 地理

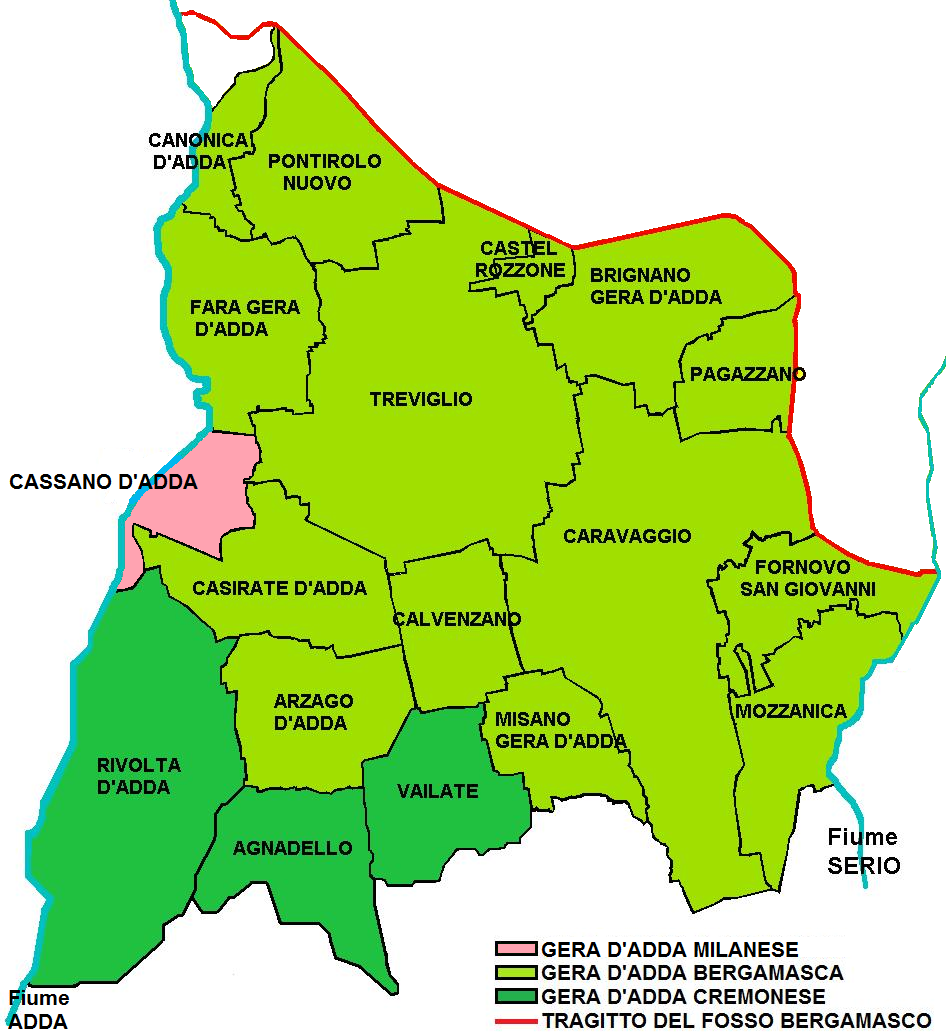
ジェーラ・ダッダ地方は3県にまたがる（黄緑：ベルガモ県、緑：クレモナ県、桃：ミラノ県）。赤線はフォッソ・ベルガマスコで、アッダ川とセーリオ川を結ぶ部分が示されている。

### 位置・広がり
ベルガモ県南端部、ジェーラ・ダッダと呼ばれる地域に位置するコムーネ。県都ベルガモから南へ17km、州都ミラノから東北東へ37kmの距離にある。
| 隣接するコムーネは以下の通り。 - ルラーノ - 北 - スピラーノ - 北東 - コローニョ・アル・セーリオ - 北東 - パガッツァーノ - 東 - カラヴァッジョ - 南 - トレヴィーリオ - 南西 - カステル・ロッツォーネ - 北西 |

### 地震分類
イタリアの地震リスク階級 (it) では、3 に分類される
。